# Ngombas I
Ngombas I est un village de la région du Centre du Cameroun, situé dans la commune de Makak. 

## Population et développement
En 1962, la population de Ngombas I était de 565 habitants. La population de Ngombas I était de 607 habitants dont 328 hommes et 279 femmes, lors du recensement de 2005.     